# Lindy Remigino
Lindy John Remigino (* 3. Juni 1931 in New York; † 11. Juli 2018) war ein US-amerikanischer Sprinter. Bei den Olympischen Spielen 1952 in Helsinki wurde er zweifacher Olympiasieger.

## Biografie
Bereits Remiginos Qualifikation für die Olympischen Spiele kam überraschend: denn obwohl er in den Vorjahren nur wenig überzeugende Leistungen gebracht hatte, wurde er bei den olympischen Vorausscheidungskämpfen, den so genannten Trials, Zweiter.
Das olympische Finale über 100 Meter in Helsinki war eine der spannendsten Entscheidungen in der Geschichte der Spiele. Alle sechs Läufer lagen im Ziel mit einer Zeit zwischen 10,4 und 10,5 Sekunden nahezu gleichauf. Zunächst schien der Jamaikaner Herb McKenley der Sieger zu sein, die Auswertung des Zielfotos zeigte aber schließlich Remigino als Sieger. Im Verlauf der Spiele gewann Remigino mit der US-amerikanischen Mannschaft in der 4-mal-100-Meter-Staffel eine zweite Goldmedaille.
Nach seiner sportlichen Laufbahn wurde Remigino Leichtathletiktrainer an einer High School.